# Кралицата на мрака
Кралицата на мрака (на английски: Shadow of a Dark Queen) е първият роман от тетралогията на Реймънд Фийст „Войната на студенокръвните“. Романът е издаден за пръв път през 1994 г.
 Внимание:  Текстът по-долу разкрива сюжета на произведението (или части от него)!
Главните действащи лица в книгата са младежите Ерик – незаконен син на благородник и Ру – негов приятел, склонен към кражби. В сравнително простия и спокоен живот на двамата герои изведнъж настъпва объркване и не след дълго двамата са въвлечени в пътешествие до континента Новиндус. Те отиват на напълно непознатия континент заедно с отряд добре обучени войници на Кралството, предвождани от полуелфа Калис. Там те откриват, че се събират огромни армии - наемници, пантатийци и новопоявилите се на Мидкемия саурци.
Цялата тази войска, подчинена на Изумрудената кралица, има за цел да превземе Островното кралство, а след това и цяла Мидкемия. Отрядът, заедно с двамата герои, се присъединява към тази армия като един от многото наемнически отряди, за да научат повече за плановете срещу Кралството.
Действието в романа се развива около 3 десетилетия след това в романа „Мрак над Сетанон“ от „Сага за войната на разлома“.